# Campionati italiani estivi di nuoto 1927
I venticinquesimi campionati italiani assoluti di nuoto si sono svolti a Bologna in piscina da 50 metri dal 14 al 15 agosto 1927. 

## Podi

### Uomini
| Evento               | Oro                              | Tempo       | Argento                          | Tempo | Bronzo | Tempo |
| Stile libero         |                                  |             |                                  |       |        |       |
| 50 m                 | Emilio Polli                     | 28"20       |                                  |       |        |       |
| 100 m                | Emilio Polli                     | 1'06"00     |                                  |       |        |       |
| 200 m                | Emilio Polli                     | 2'28"60     |                                  |       |        |       |
| 400 m                | Giuseppe Perentin                | 5'32"20 (?) | Renato Bacigalupo                | -     |        | -     |
| 1500 m               | Giuseppe Perentin                | 22'07"00    | Renato Bacigalupo                | -     |        |       |
| Dorso                |                                  |             |                                  |       |        |       |
| 100 m                | -                                | -           |                                  |       |        | -     |
| Rana                 |                                  |             |                                  |       |        |       |
| 200 m                | -                                | -           |                                  |       |        |       |
| Staffette            |                                  |             |                                  |       |        |       |
| 4x50 m stile libero  | Canottieri Milano Emilio Polli - | -           |                                  |       |        |       |
| 4x200 m stile libero | Canottieri Milano Emilio Polli - | -           |                                  |       |        |       |
| 4x50 m mista         | -                                | -           | Canottieri Milano Emilio Polli - | -     |        |       |

### Donne
| Evento       | Oro                | Tempo   | Argento | Tempo | Bronzo | Tempo |
| Stile libero |                    |         |         |       |        |       |
| 100 m        | -                  | -       |         |       |        |       |
| Rana         |                    |         |         |       |        |       |
| 100 m        | Caterina Hollstein | 1'52"20 |         |       |        |       |